# Francisco Manuel Arias López
Francisco Manuel Arias López (Santander, Cantabria, 30 de abril de 1976) es un exárbitro de fútbol español de la Segunda División. Perteneció al Comité de Árbitros de Cantabria.

## Temporadas
| Categoría          | País   | Año       |
| ------------------ | ------ | --------- |
| Segunda División B | España | 2001-2011 |
| Segunda División   | España | 2011-2017 |